# Microsphecia tineiformis
Microsphecia tineiformis is een vlinder uit de familie wespvlinders (Sesiidae), onderfamilie Tinthiinae.
Microsphecia tineiformis is voor het eerst wetenschappelijk beschreven door Esper in 1789. De soort komt voor in het Palearctisch gebied.